# (1681) Steinmetz
(1681) Steinmetz es un asteroide perteneciente al cinturón de asteroides descubierto el 23 de noviembre de 1948 por Margueritte Laugier desde el Observatorio de Niza, Francia.

## Designación y nombre
Steinmetz recibió inicialmente la designación de 1948 WE.
Más tarde se nombró en honor del astrónomo y clérigo alemán Julius Steinmetz (1893-1965).

## Características orbitales
Steinmetz orbita a una distancia media del Sol de 2,698 ua, pudiendo acercarse hasta 2,148 ua y alejarse hasta 3,247 ua. Tiene una excentricidad de 0,2036 y una inclinación orbital de 7,205°. Emplea 1618 días en completar una órbita alrededor del Sol.